# Epaltes
Epaltes là một chi thực vật có hoa trong họ Cúc (Asteraceae).

## Loài
Chi Epaltes gồm các loài: